# Heidi Zurbriggen
Heidi Zurbriggen (Saas-Almagell, 16 marzo 1967) è un'ex sciatrice alpina svizzera.

## Biografia

### Stagioni 1985-1991
Sorella minore di Pirmin, atleta tra i più vittoriosi nello sci alpino, in Coppa del Mondo ottenne il primo piazzamento di rilievo l'8 dicembre 1984 sulle nevi di casa di Davos, classificandosi 12ª in supergigante. Nella stessa stagione partecipò ai Mondiali juniores di Jasná, vincendo la medaglia d'oro nella combinata e tre medaglie d'argento (nella discesa libera, nello slalom gigante e nello slalom speciale), e in Coppa Europa si classificò al 3º posto sia nella classifica di discesa libera sia in quella di slalom gigante.
Il 12 dicembre 1986 salì per la prima volta sul podio in Coppa del Mondo nella discesa libera di Val-d'Isère, piazzandosi 3ª alle spalle delle connazionali Michela Figini e Maria Walliser; sempre in discesa libera ai successivi Mondiali di Crans-Montana 1987, sua prima presenza iridata, fu 14ª. Due anni dopo ai Mondiali di Vail 1989 fu 4ª nella discesa libera, 12ª nel supergigante e 11ª nello slalom gigante, mentre quelli di Saalbach-Hinterglemm 1991 si piazzò 6ª nella combinata.

### Stagioni 1992-1996
Partecipò ai suoi primi Giochi olimpici invernali ad Albertville 1992, chiudendo 10ª nella discesa libera e non portando a termine il supergigante, lo slalom gigante e la combinata, e l'anno dopo prese parte ai Mondiali di Morioka 1993, dove fu 24ª nella discesa libera, 9ª nel supergigante e 21ª nello slalom gigante.
Ai XVII Giochi olimpici invernali di Lillehammer 1994 si classificò 22ª nella discesa libera e non completò il supergigante, mentre nel 1996 si aggiudicò la medaglia d'argento nel supergigante ai Mondiali disputati in Sierra Nevada, dove fu anche 14ª nella discesa libera e 16ª nello slalom gigante, e conquistò la prima vittoria in Coppa del Mondo, nella discesa libera di Lillehammer Kvitfjell del 6 marzo.

### Stagioni 1997-1998
Nella stagione 1996-1997 la Zurbriggen raggiunse l'apice della sua attività agonistica: in Coppa del Mondo ottenne tre podi con due vittorie (tra le quali l'ultima della sua carriera, il 23 gennaio sull'Olimpia delle Tofane di Cortina d'Ampezzo in discesa libera) e si classificò 2ª nella Coppa del Mondo di discesa libera, con 17 punti di distacco dalla vincitrice Renate Götschl; ai Mondiali di Sestriere, sua ultima presenza iridata, vinse nuovamente una medaglia d'argento, questa volta nella discesa libera, oltre a piazzarsi 11ª nel supergigante e 13ª nello slalom gigante.
Salì per l'ultima volta sul podio in Coppa del Mondo il 18 gennaio 1998 nel supergigante di Altenmarkt-Zauchensee, terminando 2ª dietro alla tedesca Martina Ertl, e nello stesso anno partecipò ai suoi ultimi Giochi olimpici invernali: a Nagano 1998 fu 12ª nella discesa libera, 21ª nel supergigante e 6ª nello slalom gigante. Disputò la sua ultima gara in Coppa del Mondo il 15 marzo a Crans-Montana, classificandosi 11ª in slalom gigante, e il 27 marzo successivo a Obersaxen vincendo la medaglia d'argento nel supergigante ai Campionati svizzeri 1998 concluse l'attività agonistica.

## Palmarès

### Mondiali
- 2 medaglie:
  - 2 argenti (supergigante a Sierra Nevada 1996; discesa libera a Sestriere 1997)

### Mondiali juniores
- 4 medaglie:
  - 1 oro (combinata a Jasná 1985)[3]
  - 3 argenti (discesa libera, slalom gigante, slalom speciale a Jasná 1985)

### Coppa del Mondo
- Miglior piazzamento in classifica generale: 6ª nel 1997
- 17 podi:
  - 3 vittorie
  - 7 secondi posti
  - 7 terzi posti

#### Coppa del Mondo - vittorie
| Data            | Località              | Paese    | Specialità |
| --------------- | --------------------- | -------- | ---------- |
| 6 marzo 1996    | Lillehammer Kvitfjell | Norvegia | DH         |
| 11 gennaio 1997 | Bad Kleinkirchheim    | Austria  | DH         |
| 23 gennaio 1997 | Cortina d'Ampezzo     | Italia   | DH         |

Legenda:

DH = discesa libera

### Campionati svizzeri
- 10 medaglie (dati parziali fino alla stagione 1994-1995)[4]:
  - 4 ori (slalom gigante, combinta[senza fonte] nel 1992; discesa libera nel 1995; supergigante[senza fonte] nel 1996)
  - 4 argenti (discesa libera nel 1996; discesa libera nel 1997; discesa libera, supergigante nel 1998)
  - 2 bronzi (supergigante nel 1995; slalom gigante nel 1996)